# Bitva na Abrahamových pláních
Bitva na Abrahamových pláních (anglicky Battle of the Plains of Abraham, francouzsky Bataille des plaines d'Abraham) (pojmenovány podle Abrahama Martina, 1589–1664, vlastníka půdy) byla rozhodujícím střetem francouzské a britské armády ve francouzsko-indiánské válce. Završil se jí proces, který započal opuštěním pevnosti Duquesne (budoucí Pittsburgh) Francouzi 25. listopadu 1758, čímž ztratila francouzská armáda ve válce v Americe iniciativu.

## Pozadí
Nový britský velitel generál Jeffrey Amherst pokračoval po obsazení ruin Duquesne v přípravách dalších ofenzivních akcí v oblasti jezerních pevností, jejichž dobytí mělo vytvořit příznivé předpoklady pro přímý útok na Québec. Tažení na toto silně opevněné město svěřila koruna generálu Jamesi Wolfovi. Ten zahájil spolu se svými podřízenými Townshendem, Jamesem Murrayem a Robertem Moncktonem, velícím třem operačním uskupením, pochod k centru francouzské moci na jaře 1759. Amherst zatím likvidoval jednu francouzskou pevnost za druhou. 25. července kapitulovala Niagara, o den později vstoupili Angličané do trosek Ticonderogy (Francouzi ji nazývali Fort Carillon) a 31. července obsadil Amherst i základnu na Korunním mysu, čímž zabezpečil týl devítitisícového Wolfova sboru postupujícího po souši i po vodě k cíli tažení. Pozemní jednotky podporované válečnými loděmi admirála Charlese Saunderse ničily od června na řece sv. Vavřince jeden francouzský opěrný bod za druhým a počátkem září dospěly ke Québecu, považovaném vojenskými odborníky za téměř nedobytný. Jediné slabší místo představovaly hradby a bašty na břehu řeky, jimž proto věnovali obhájci největší pozornost.

## Bitva
V noci 12. září vyrazilo 30 velrybářských člunů se 1700 anglických vojáků vedených plukovníkem Williamem Howem na úzkou písečnou pláž na úpatí zdánlivě nepřekonatelných skal tři kilometry od Québecu, kde střežil strmou stezku vedoucí na pláň před městskými hradbami silný oddíl francouzských vojáků. Jednotka zvlášť vybraných britských pěšáků však vyšplhala po téměř kolmé skalní stěně a napadla strážce stezky z týlu. Tím otevřela cestu celému sboru a za rozednění stálo na Abrahamových pláních čtyři a půl tisíce Angličanů. Jakmile sdělili tuto závažnou zprávu veliteli francouzské armády v Kanadě generálu Montcalmovi, shromáždil svoje elitní jednotky a osobně vedl rozsáhlý výpad, jehož se účastnilo přes čtyři a půl tisíce francouzských bojovníků. V sedmihodinové bitvě, v níž padlo 200 Francouzů a dalších 1200 utrpělo zranění, byli smrtelně raněni i oba nejvyšší důstojníci. Wolfe zemřel přímo na bitevním poli, Montcalma odnesli do města, kde v noci skonal. Francouzi ztratili v bitvě podstatně víc lidí a museli se stáhnout zpět do pevnosti, kde se demoralizovaní důstojníci a civilní představitelé dohodli na jednání s Brity.

## Následky
17. září přijali kapitulační podmínky. Následující den otevřeli brány, a Britové tak ovládli město. Tím fakticky skončila francouzská správa Kanady, přestože se i nadále držely posádky Montrealu, Detroitu a několika menších pevnůstek. Bitva na Abrahámových pláních tak prakticky znamenala konec francouzské války na americkém kontinentu.